# Akab
L'illa d'Akab és una illa de l'emirat d'Umm al-Qaiwan (Emirats Àrabs Units) a la costa de l'emirat, al khor d'Umm al-Qaiwan i adjacent a la ciutat. És una illa arenosa amb una altura màxima reduïda amb vegetació halofítica resistent a la sal i manglars (Avicennia marina) en algunes parts de la seva costa.
Fa sis mil anys els habitants la van utilitzar com a lloc per matar morses que feien servir d'aliment. Encara que avui les morses són rares a la zona en aquell temps eren abundants. Les seves restes s'han estudiat i donen prova dels canvis.